# Luscombe 8
Dimensions
Le Luscombe 8 est un avion de tourisme américain conçu dans les années 1930. Il sert d'avion de transport militaire sous la désignation C-90.

## Historique
La Luscombe Aircraft Corporation a été re-formée au New Jersey en 1937. Un nouveau design a été mis en place, le Luscombe 50 (modèle 8) qui allait devenir le plus célèbre produit de l'entreprise. Le modèle 8 utilisait les nouveaux petits moteurs à cylindres opposés horizontaux qui venaient d'être mis au point. Pour plus de simplicité, l'avion a été conçu avec un pare-feu rond pour minimiser la zone frontale et simplifier la construction. Bien qu'il ait été allégué que cela aurait permis l'installation d'un petit moteur en étoile si le quatre cylindres à plat ne fonctionnait pas, aucun des ingénieurs de la conception d'origine ne se souvient d'une telle contrainte.
Le modèle 8 continuait, dans la tradition de Luscombe Aircraft Corporation, il avait un fuselage monocoque avec des ailes métalliques recouvertes de toile. Pour un avion léger pas cher, c'était une technique de construction révolutionnaire. Ses concurrents étaient construits en tube d'acier recouvert de toile avec des longerons en bois et parfois des nervures dans les ailes. La technique de construction de Luscombe lui a permis de construire son avion rapidement et à moindre coût, sans sacrifier la résistance. Son avion était également plus performant que ses concurrents avec une vitesse de croisière plus élevée de 16-32 km/h pour la même puissance.
Le nouveau Luscombe s'est bien vendu et bientôt l'usine a apporté des modifications à la conception initiale. Continental a amélioré le moteur A-50 avec le moteur A-65 de 65 chevaux (48 kW). Luscombe a rapidement certifié ce moteur sur le modèle 8 et a commencé à produire le modèle 8A. En 1938 et 1939 cependant, les conflits de personnalité ont surgi au sein de la société et Don Luscombe a été forcé de quitter la société. Beaucoup d'employés ont aussi quitté Luscombe à cette époque.
Mars de 1940 a vu l'introduction d'une autre version du modèle 8, le 8B. Cet avion était propulsé par un Lycoming O-145-B3 (en) de 65 chevaux (48 kW). Un mois plus tard, la société a développé le modèle 8C de luxe, motorisé par un Continental C-75-8J. L'intérieur était fini en tissus marron et sellerie en cuir beige, avec une section anti vibration dans le tableau de bord. Le modèle de luxe a été nommé le Silvaire, (à un concours) et était vendu avec une notice toute en couleur.

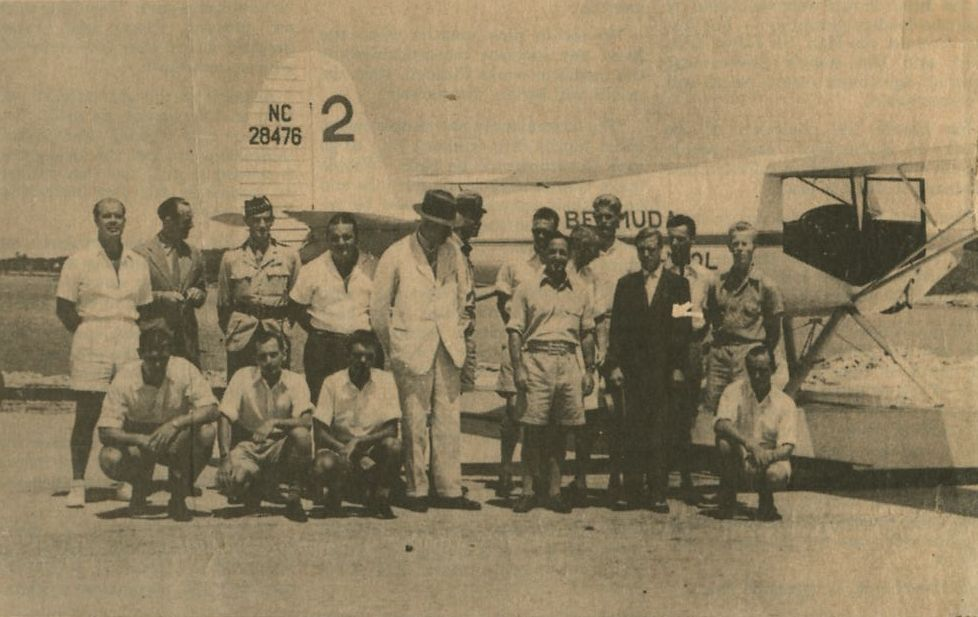
Le duc de Windsor visite l'école de pilotage des Bermudes sur l'île de Darrell, en 1940, une partie de la RAF dans les Bermudes est équipé de Luscombe 8 Silvaire sur flotteurs.

Avec la guerre qui fait rage en Europe, les stocks d'aluminium ont commencé à être rationnés. Comme le modèle 8 était largement utilisé dans le programme de formation des pilotes civils, Luscombe a été en mesure de maintenir la production et obtenir une allocation raisonnable du métal léger. Pour assurer les attributions futures et d'accroître sa part du marché de PPCTC, Luscombe a développé le modèle 8D. Le tableau de bord a été modifié de sorte qu'il pourrait être équipé des instruments nécessaires au vol aux instruments et à la formation, et ainsi que de la radio. Le 8D utilisait le même moteur Continental de 75 ch (56 kW) que le 8C mais le réservoir de fuselage de 53 l fut remplacé par deux réservoirs d'aile de 44 l (conçu par Carl Frey) pour une plus grande autonomie.
L'homme qui avait forcé Don Luscombe a quitté la société était un autrichien du nom de Leopold Klotz. Le gouvernement le considérait comme un ennemi étranger, ce qui a conduit la société à être dirigée par le gouvernement pendant la Seconde Guerre mondiale pendant laquelle ses installations ont produit des sous-ensembles d'avions militaires. Luscombe Aircraft a passé les années de guerre à faire des travaux de sous-traitance pour d'autres fabricants. 
En 1944, le Vested Claims Committee a statué que Leopold Klotz était un résident neutre plutôt que d'un pays ennemi et ses avoirs sur Luscombe lui ont été rendus.

### Dallas, Texas
Pendant la guerre, Luscombe Aircraft a déménagé de Trenton (New Jersey) à Dallas au Texas. En prévision du boom d'après-guerre sur les avions, et pour satisfaire les contrats d'achats militaires, Luscombe Aircraft a mis en place une grande usine et s'est doté de nouveaux gabarits capables d'un volume de production plus élevé que l'usine d'avant-guerre avait été capable de faire. En raison de plusieurs facteurs, y compris un incendie dans une usine qui a détruit la majeure partie de leur stock de coussins et tissus de sellerie, la production pendant la dernière partie de 1945 était assez limitée. L'avion a également été redessiné à cette époque pour simplifier la construction du fuselage dans une conception modulaire.
Au début de 1946, Luscombe décide de revoir l'aile pour une conception monocoque tout métal, éliminant le revêtement en tissu et en simplifiant la construction. La société a également produit un prototype de conception aile basse monoplace appelé le modèle 10. Il n'a jamais été mis en production car le marché des avions monoplace a été considéré comme trop petit.
Le modèle 8 a été amélioré une nouvelle fois en juin, donnant le 8E. Cet avion avait un moteur de 85 chevaux (63 kW) et le réservoir de fuselage remplacé par deux réservoirs d'aile de 47 l. Cet espace libéré a permis d'installer des fenêtres arrières et une tablette dans l'espace anciennement occupé par le réservoir. Pendant un certain temps, à la fois les ailes entièrement métallique et celles entoilées étaient produites puis l'aile recouverte de tissu a été supprimée en faveur de la conception tout en métal.
En 1947, d'autres modifications de conception des stabilisateurs vertical et horizontal ont été réalisées afin simplifier la construction du modèle 8. Ces changements ont fait gagner plusieurs centaines d'heures de travail dans la construction des avions.
L'armée de l'air, en 1947, a publié une spécification pour un avions 85 ch (63 kW), sièges en tandem et à aile haute afin d'être utilisé comme avion de liaison par les forces terrestres de l'armée. La demande concernait un avion déjà en production, de sorte que Luscombe a décidé de convertir un modèle 8E en une configuration en tandem. Ce modèle a passé les essais militaires mais a perdu face à l'Aeronca, qui a annoncé un prix plus bas de 1 700 $ par avion. Luscombe a obtenu un certificat de type pour le T8F, en prévision des futurs achats sur étagère de l'armée. Plus tard, la modification tardive de la spécification a exclu Luscombe après plusieurs changements, ce qui a abouti à l'achat par la force aérienne du Cessna L-19 Bird Dog.
La simplification finale apportée à la conception du Luscombe 8 était l'introduction en 1948 du train d'atterrissage Silflex. C'était un train cantilever en acier tubulaire relié à un ressort-amortisseur combiné. Il était quatre pouces (102 mm) plus larges que l'original, plus simple à fabriquer, et plus résistant du point de vue de la charge.

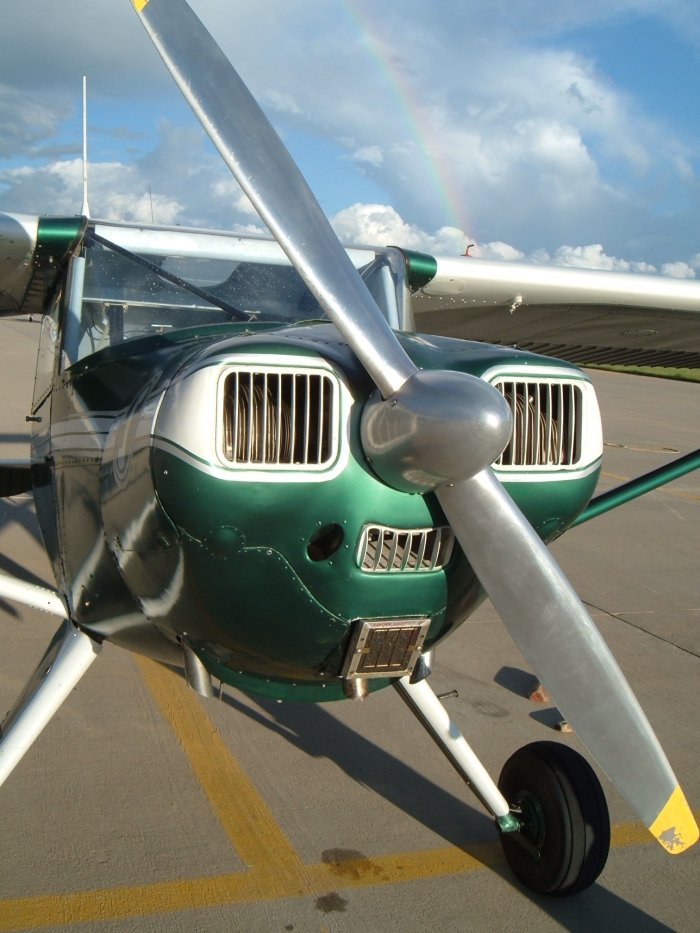
Luscombe 8F Silvaire de 1948

La dernière mise à jour majeure du Silvaire (dénomination de l'avion) a été faite en 1948. Le modèle 8F a été produit en janvier avec un moteur Continental de 90 ch (67 kW). L'avion en tandem a été mis à jour simultanément : le modèle T8F. Cependant, les ventes n'ont pas été importantes et la société est devenue défaillante. En décembre, ses principaux fournisseurs imposent à Luscombe de payer à la livraison.
L'entreprise ferme ses portes en 1949, ses actifs sont rachetés par Temco Aircraft (en), également basée à Dallas. Temco construit environ 50 Silvaires avant de vendre les droits à la Silvaire Aircraft Corporation en 1955.
Après une faillite, les actifs ont été achetés par un important vendeur de Luscombe et une nouvelle entreprise a ouvert à Fort Collins, Colorado : "Silvaire aircraft and Uranium Corp". De 1958 à 1961, cette entreprise produit quelque 83 avions de marque Silvaire. Beaucoup de ces avions ont été construits à partir de pièces de rechange ou pièces MRB qui étaient utilisables, mais restant d'une précédente production.
Plusieurs tentatives pour relancer la fabrication ont échoué en raison des coûts élevés de production et d'ingénierie impliqués, de longs délais, dessins manquants, vieux processus et outils, et un marché limité pour un avion qui généralement ne peut pas accueillir les personnes de taille moyenne.
En 1994, la Don Luscombe Aviation History Foundation (DLAHF) a acquis le certificat de type approuvé (ATC 694) pour l'avion Luscombe. Il fut à son tour transféré à La dotation Luscombe en 1999-2001.

### Chandler, Arizona
De nombreuses années après la fin de la production, un groupe de passionnés a acheté le certificat de type avec l'intention de produire des pièces et fournir un soutien technique à la flotte existante.
Cela a conduit à la création de la Don Luscombe Aviation History Foundation. Au fil des ans, cette fondation a offert un soutien technique avec la fourniture des pièces et un service de restauration. Une proposition a été faite de commercialiser l'avion Luscombe comme un avion en kit. Les demandes de renseignements auprès de la FAA ont montré que l'opération pourrait être difficile mais pas insurmontable. Après le désistement de l'un des investisseurs, le projet est abandonné. La Fondation Luscombe continue, cependant, à fabriquer et vendre des pièces et des services aux propriétaires actuels de Luscombe afin de financer l'achat du certificat de type.
Non seulement les propriétaires d'avions Luscombe étaient pris en charge, les étudiants mécaniciens d'avion locaux et autres personnes intéressées à apprendre l'art de la fabrication des avions et la maintenance ont été formés aux outils d'un commerce mourant. Beaucoup de jeunes passés par cette étape évoluent parfois vers d'autres domaines connexes tels que l'ingénierie aérospatiale.

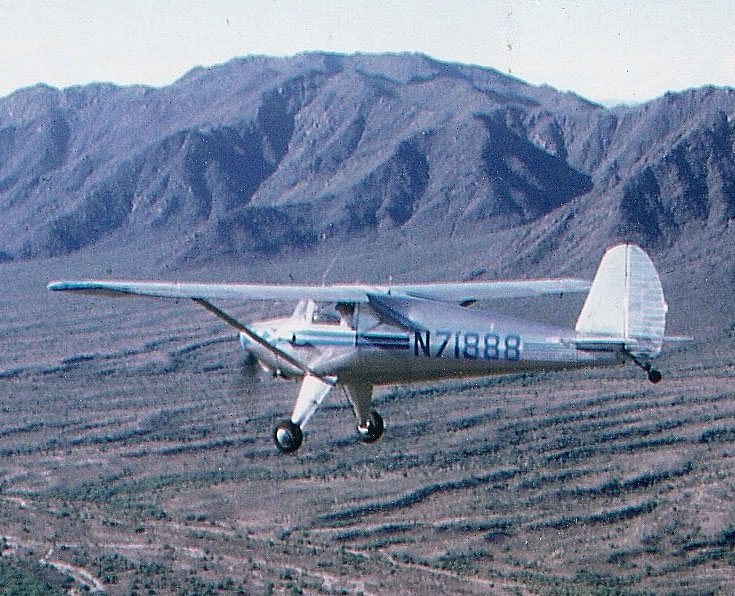
Un Luscombe 8A Silvaire de 1946 au sud-ouest de Phoenix, en Arizona, au-dessus de la Sierra Estrella et la Rivière Gila.

Ces services ont continué de 1993 à 2004, ravivés en 2005 par la Fondation Luscombe.
Malheureusement, comme cela a été le cas à plusieurs reprises avec cet avion historique, une fois de plus, il a apporté la ruine financière. Renaissance Aircraft & John Dearden a obtenu un droit de produire des avions sous contrat de licence en 1996. En vertu de cet accord, Renaissance devait mettre à niveau les défauts techniques qui ont entraîné la disparition de la société en 1961 et obtenir un certificat de production de la FAA. Ils ne l'ont pas fait suite à un accord contesté sur les droits pour produire l'avion. Les différends se poursuivent, l'affaire est en cours en Géorgie, Missouri, Arizona et Californie.
Le certificat de l'avion de type a changé de mains mais il est encore un litige. Le titulaire actuel est accusé d'être de l'équipe Luscombe, la cour a statué "Aircraft Renaissance" pour la production réelle et la commercialisation sont effectués par une société tierce "Luscombe Silvaire". Ceci est la deuxième ou troisième tentative de commercialiser l'aéronef par Dearden. La première tentative n'a donné aucun livraison, tandis que la seconde a abouti à une seule livraison à un proche associé.
Le troisième essai est une nouvelle version du Luscombe 8 comme Light sport aircraft ou LSA. Il a des spécifications et l'apparence à peu près similaires aux avions originaux mais il est propulsé par un moteur à plat Continental O-200 de 100 chevaux (75 kW). Le Luscombe Silvaire LSA-8 est capable de vitesses allant jusqu'à 190 km/h au niveau de la mer, a un taux de montée de 900 pieds par minute, une vitesse de décrochage de seulement 71 km/h et une plafond de service de 17 000 pieds (5 200 m).  il estest remarquable par sa construction tout métal et finition en aluminium poli.
Il est encore à prouver si oui ou non cet avion sera juridiquement certifiable conformément aux règles de l'avion légère de sport parce que le modèle d'avion n'a jamais été certifié avec le moteur O-200, à l'exception d'un certificat de type supplémentaire. Les seules installations qui ont eu lieu en poursuivant le certificat de type complémentaire ont également augmenté le poids brut de l'avion à 640 kg comme l'une des conditions sous-jacentes de la STC qui était fondée sur un changement de modèle de 8E/8F, qui comporte cette limitation de poids. Ce 1 400 GW est supérieur à la limite actuelle de la certification des aéronefs léger de sport (1320). Il est peu probable qu'il surmonte cet obstacle en utilisant la STC existante.

### Gilbert, Arizona
En 2005, les fonctions de service et de support de flotte existants ont été réinstituées et élargies par la Luscombe dotation Inc, une organisation IRS 501 (c)3 dirigée par Doug Combs qui avait initialement créé la Fondation Luscombe. M. Combs et son personnel des filiales fournissent des conseils techniques et une grande sélection de NOS, FAA PMA, et pièces d'occasion pour aider les propriétaires dans les réparations de leurs avions Luscombe.

### Chautauqua, New York
Steve Testrake et Stephen Young ont racheté les actifs de Luscombe et ont installé une usine afin de recommencer la production du Luscombe LSA modèle 8,.

### Propriétaires célèbres
James May de Top Gear, la série de la BBC, a écrit dans Top Gear Magazine en 2007 à propos de son expérience de propriétaire du Luscombe 8A modèle de 1946. Après une perte temporaire de puissance en vol de l'avion méticuleusement entretenu, il conclut d'une manière espiègle, « Tout ce vieux truc est de la foutaise. Rien de tout cela fonctionne correctement. Après presque une journée entière de fart-arsing autour des machines, je suis forcé de conclure que les seules choses fiables dans ma vie sont une voiture italienne et une moto britannique ».

## Variantes

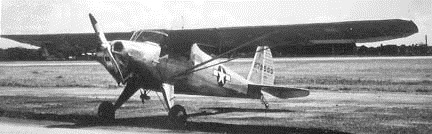
Le UC-90

Model 8
Modèle initial avec un moteur Continental A-50 de 50 ch
Model 8A Luscome Master
Model 8 avec plus de puissance avec un moteur Continental A-65 de 65 ch
UC-90A
Un Model 8A (s/n 42-79549) de l'USAAF durant la seconde guerre mondiale
Model 8B Luscome Trainer
Comme le Model 8A propulsé par un Lycoming O-145 de 65 ch. Immatriculé par l'USAAF UC-90 (s/n 42-79550).
Model 8C Silvaire Deluxe
Model 8A propulsé par Continental A-75 de 75 ch.
Model 8D Silvaire Deluxe Trainer
Model 8A avec roue de direction orientable et autres modifications mineures.
Model 8E Silvaire Deluxe
Model 8C amélioré avec un poids brut augmenté et Continental A-85 de 85 ch.
Model 8F
Modèle haute performances avec un Continental C-90 engine de 90 ch.
Model T8F Luscome Observer
Avec deux sièges en tandem pour missions d'observation.
Model 8G
8F avec train tricycle, non construit.
Luscombe LSA-8
Model de la catégorie US avec roue de direction orientable et autres modifications mineures ; produit par la Luscombe Silvaire Company (en) de Riverside (Californie) et présenté au Sun 'n Fun (en) 2007. Le LSA-8 est propulsé par un moteur Continental O-200 de 100 ch. L'appareil est accepté par la Federal Aviation Administration comme special light-sport aircraft,,,.

### Aéronefs comparables
- Aeronca Champ
- ERCO Ercoupe
- Piper Cub
- Taylorcraft B